# Quintus Articuleius Paetus (Konsul 101)
Quintus Articuleius Paetus war ein im 1. und 2. Jahrhundert n. Chr. lebender römischer Politiker.
Durch Militärdiplome ist belegt, dass Paetus am 13. März 101 zusammen mit Sextus Attius Suburanus Aemilianus Konsul war; er übte dieses Amt vom 1. Januar 101 als ordentlicher Konsul zunächst zusammen mit Trajan aus und nach dessen Rücktritt als Konsul dann zusammen mit Aemilianus.